# Aegle diatemna
Aegle diatemna là một loài bướm đêm trong họ Noctuidae.